# Annelie Ehrhardt
Annelie Ehrhardt (z domu  Jahns, ur. 18 czerwca 1950 w Ohrsleben, zm. 22 października 2024) – wschodnioniemiecka lekkoatletka, startowała w biegach płotkarskich. Dwukrotna olimpijka (1972, 1976).
Ehrhardt odnosiła wiele sukcesów w biegu na 100 m przez płotki. W 1972 ustanowiła rekord świata na tym dystansie czasem 12,5 s. Po wprowadzeniu elektronicznego pomiaru czasu jej nowy rekordowy wynik – 12,59 s – był niepobity do 1978, kiedy poprawiła go Grażyna Rabsztyn.
Ehrhardt zdobyła złoty medal igrzysk olimpijskich w Monachium w 1972 na 100 m przez płotki (był to debiut olimpijski tej konkurencji, wcześniej biegano 80 m ppł). Pokonała wówczas Rumunkę Valerię Bufanu i swoją rodaczkę Karin Balzer.
Ehrhardt odnosiła też sukcesy na mistrzostwach Europy, zdobywając srebro w Helsinkach 1971 i złoto w Rzymie 1974.
Zmarła 22 października 2024 w wieku 74 lat.